# Мерцагора, Чезаре
Чезаре Мерцагора (итал. Cesare Merzagora; 9 ноября 1898, Милан — 1 мая 1991, Рим) — политический и государственный деятель Италии.

## Биография
Родился в Милане 9 ноября 1898 года. С 1947 по 1949 год занимал должность министра внешней торговли Италии. С 1950 по 1952 год был председателя «Banca Popolare di Milano», а с 1953 по 1967 год работал председателем Сената Италии, а также временно исполнял обязанности главы государства в период между отставкой Антонио Сеньи и избранием Джузеппе Сарагата в 1964 году. В марте 1963 года стал пожизненным сенатором.
Участвовал в выборах как кандидат от Христианско-демократической партии на протяжении всей своей политической карьеры, хотя никогда не становился её официальным членом. Скончался в Риме 1 мая 1991 года.